# うめ振興館
うめ振興館（うめしんこうかん）は、和歌山県日高郡みなべ町にある施設。
3階はみなべ町の物産品の展示・即売コーナーなど、道の駅みなべうめ振興館（みちのえき みなべうめしんこうかん）の施設となっている。

## 歴史
- 1997年
  - 4月11日 - 南部川村に道の駅南部川うめ振興館として道の駅に登録。
  - 7月28日 - うめ振興館が開館する。
- 2004年10月1日 - 南部川村が南部町と合併し、運営がみなべ町に引き継がれ、道の駅施設を道の駅みなべうめ振興館に変更する。

## 館内案内
- 1階 : 歴史民俗の資料展示
  - 歴史をさかのぼり、旧南部川村の農耕と人々のあゆみをそれぞれの時代を象徴するな展示物やビデオで紹介。
- 2階 : 梅の資料展示
  - 梅について人物・歴史などさまざまな視点でとらえた展示コーナー。
- 3階 : 道の駅

### 道の駅

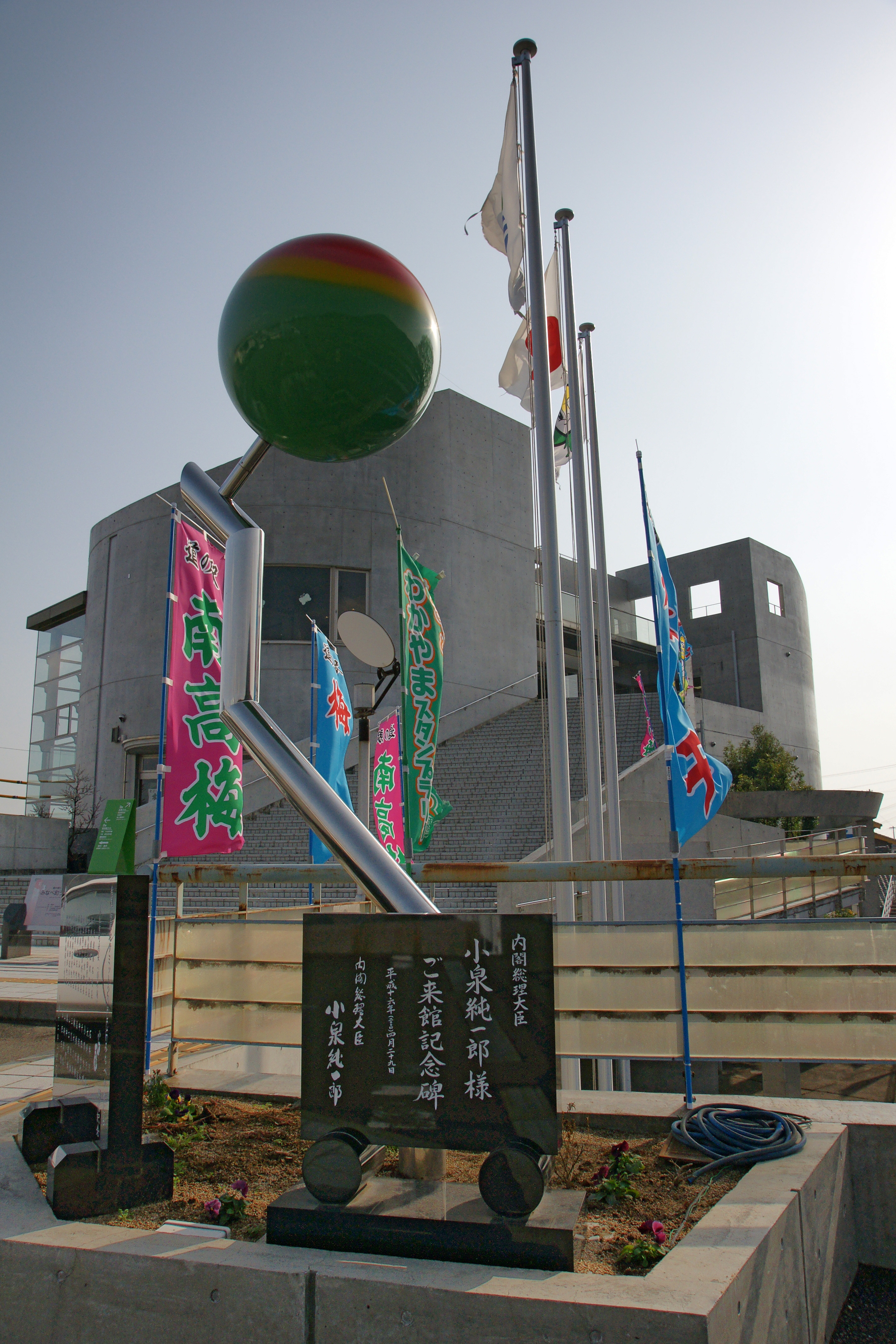
小泉純一郎総理大臣来館記念碑

- 駐車場
  - 普通車：23台
  - 大型車：1台
  - 身障者用駐車場：2台
- トイレ
  - 男：大・小4
  - 女：3
  - 身障者用：1
- 公衆電話
- 休憩コーナー
- 情報コーナー
- 物産販売所

## 開館時間
- 開館時間 9時〜16時30分（1、2階資料室）/9時〜17時（3階直売所）
- 休館日 毎週火曜日（火曜日が祝日の場合は翌日が休み、2月は無休）、12月29日〜31日

## 休館日
- 毎週火曜日（2月は除く）
- 年末年始

## 交通アクセス
- 鉄道 : 紀勢本線南部駅からバスに乗り、下谷口で下車。または南部駅から徒歩30分。
- 車 : 阪和自動車道みなべICを降り、すぐ右折。国道424号を龍神方面へ約5分。

## 周辺
- 南部梅林
- 南部湾
- 鶴の湯温泉
- 三鍋王子
- 紀州梅干館